# Tipula (Acutipula) princeps
Tipula (Acutipula) princeps is een tweevleugelige uit de familie langpootmuggen (Tipulidae). De soort komt voor in het Oriëntaals gebied.